# 距今
距今（英語：Before Present，縮寫作BP，或作years before present，縮寫作YBP），是主要用於考古學、地質學和其他科學領域的時間尺度（參見地質年代），用於說明事件發生於1950年代開始實際應用放射性碳定年法之前的何時。由於「現在」的時間點持續變化，標準做法是使用1950年1月1日作為年代範圍的開始日期。縮寫“BP”被追溯解釋為“物理之前”（英語：Before Physics），指的是核武器試驗人為改變大氣中碳同位素比例之前的時間。

## 放射性碳測年
自1954年開始，學者初次制定一個以西元1950年為所有放射性碳十四定年的基準年代，便於呈現碳十四定年的年代數據。其原理在於，檢測一個有機體樣本所含之放射性碳元素(14C)的衰敗程度，便可以衡量出該有機體死亡後距離今日經過多少時間量。原點年之所以被定在1950年，是因為這一年放射性碳十四定年法首次出現。另外，1950年亦比大規模核武試驗來得早，這些核武試驗令自然環境中碳十四與碳十二的比值出現重大改變。就西元2025年所做的碳十四定年數據來說，1000B.P.並非意指距今一千年前的西元1025年，而是指涉比西元1950年早了1000年的時間，也就是距今1075年之前的西元950年。

## 「距今」的用法
「距今」（BP）年代標記法也時常用在放射性碳測年以外的方法來確定日期，例如:地層學研究。
在科學文獻中，碳十四定年年代數據往往會以如下格式呈現：「圓山文化 2950±110B.P.」 (黃士強等，1999: 49) 此數據中，2950即為2950B.P，而後面110則是此定年數據的標準差。2950±110B.P.的意義是，該圓山文化的樣本其正確年代值有三分之二的機率會落於3060-2840B.P.之間。
碳十四定年法雖然具有科學性，但是也處處有著其準確性的疑慮。因為許多因素，檢測出的數據都必須經過一系列的校正。